# VitaminZ
『VitaminZ』（ビタミンゼット）は、2009年3月26日にディースリー・パブリッシャーから発売されたPS2用恋愛アドベンチャーゲーム。開発はヒューネックス。2010年3月25日に、攻略キャラやシナリオが追加されたPSP用の移植版『VitaminZ Revolution』が発売している。2011年2月24日にファンディスクとなるPSP用のソフト『Vitamin XtoZ』が発売された。また、2012年11月5日にPS2版をベースにしスマートフォン（iOS端末・Android端末）向け月額課金型Webアプリをリリースした。2013年1月31日にファンディスクとなるPSP用のソフト『VitaminZ Graduation』が発売された。また、2013年12月12日に『Revolution』に新たな要素をくわえたがニンテンドー3DS版が発売。

## 概要
同じ聖帝学園を舞台とする前作VitaminXの5年後の物語。主人公や攻略対象は一新。前作の主要キャラであるB6メンバーは、各界で活躍する有名人に成長しており、物語には学園の臨時講師として登場する。

## ストーリー
大学を卒業したばかりの主人公・北森真奈美は、夢だった教師としての第一歩を踏み出そうとしていた矢先、突然の内定取り消しの知らせを受ける。動揺する真奈美の下に届いたのは、親の都合で転校するまで中等部に通っていた聖帝学園の高等部就職案内と、憧れの恩師からの手紙だった。駄目元で受けた試験で合格した真奈美は、新しく設立された「ClassZ」の担任を命じられる。一芸に秀でた生徒を集めたクラスと聞かされた真奈美だが、在籍する生徒達の中で「A4」と呼ばれる4人と出会い、その実態が、更生させるべき落ち零れだけを集めた問題児集団のクラスだと知らされるのだった。

## 登場人物
声はゲームの担当声優。演は舞台の担当俳優。

### 主人公
北森 真奈美（きたもり まなみ）
声 - 無し / 演 - 無し
22歳。156cm。43kg。O型。
名前変更可能。国語担当の新米教師。就職の決まっていた学校が潰れた後、聖帝学園の採用試験に挑戦し、合格。（しかし実際の採用試験の成績は最悪で最下位であった）その後、理事長からClassZの担任を務めるように言い渡される。明るく前向きでさっぱりした性格。若さと頼りなさから陰口を叩かれても、持ち前のしぶとい根性で乗り越え、保身より生徒の将来を優先して行動する。前作『VitaminX』の主人公・南悠里の聖帝中等部勤務時代の教え子であり、現在も連絡を取り合う彼女に理想の教師像を重ね、憧れている。道順を覚えるのが得意。趣味で作る料理や菓子の味は周囲に高く評価される反面、極度の音痴で本人にも自覚があり、無意識に出た鼻歌だけでも他人を苦しませる。イルカが好きで、モチーフにした小物を複数持っている。雷が苦手で酒にも弱い。額の広さを気にしており、常に前髪で隠している。胸は細身のためか小さい。

### A4
Aは公に「Alpha」の略とされるが、正しくは「ア(A)ホ」の略。ClassZに在籍する者達の中でも著しい問題児として、最優先で指導するべき対象の4人を指す。聖帝には各自のファンクラブも存在する。
成宮 天十郎（なるみや てんじゅうろう）
声 - KENN / 演 - KENN
18歳。1月1日生まれ。山羊座。173cm。57kg。O型。
A4のリーダー。成宮財閥の御曹司。神輿で通学して授業中にラッパを吹かせるなど、数々の騒ぎを起こすトラブルメーカーだが、義理人情に厚く困った者を放っておけない江戸っ子気質。複数の部活の助っ人に駆り出される卓越した運動神経を持ち、特に趣味のサーフィンが得意。反面、体育を除く全教科が不得意。暗い場所と幽霊や怪談が苦手。冬でも長袖で6時間以上過ごすと体調を崩すほどの極度の暑がりのため、正装する場面以外では半袖と短パンを愛用。いつまでも熱々で仲の良い両親に憧れる影響で、運命の女との出会いを夢見て嫁探しをしているが、女子を見るたびに闇雲に声を掛け、一方的に結婚を迫っては振られる過程を毎回繰り返している。運命の女が理想のはずという思い込みから、好みの顔や性格などは曖昧で定まっていない。
不破 千聖（ふわ ちさと）
声 - 前野智昭 / 演 - 岡崎和寛
18歳。5月25日生まれ。双子座。183cm。64kg。A(RH-)型。
天十郎の従者で幼馴染。不破流古武術の継承者。何事に対しても無気力で無関心だが、面倒見は良く、他のA4の世話を焼く。代々成宮家に家臣として仕える不破家の長男であり、従者として主の天十郎を守る一方、普段は互いに「天（てん）」「千（せん）」と呼び合い、親友として付き合っている。料理が得意で、A4のおやつに自作の菓子を振舞う。釣りも好き。方向音痴で地図を読むのが苦手。クールで寡黙なため女子にもてるが、面倒がって相手にしない。常にハリセンを携帯し、主に天十郎の言動への仕置きで使われる。主人公に遅刻や早退の改善を求められて以降、校舎裏にテントと野営器具を設置して住み込むようになった。仲間にシスコンと囁かれるほど妹想いで、当の妹からも慕われている。母親の出身地である土佐の方言を会話に混ぜる癖があり、特に興奮したり激怒したりすると変化する。
多智花 八雲（たちばな やくも）
声 - 代永翼 / 演 - 鳥越裕貴
18歳。5月3日生まれ。牡牛座。159cm。46kg。AB型。
デビューして1年ながら人気を博するグループ「GE（ゴールドエクスペリエンス）」に所属するアイドル。ふわふわの髪と愛される容姿の持ち主。「〜ぴょん」など独特の口癖で話す天真爛漫な性格だが、夢を実現させる努力を惜しまない頑張り屋で、周囲の空気を読んだ賢い言動も取る。関東圏を支配する極道・多智花組の組長の息子でもあり、自分を怒らせた相手をどすの利いた荒い口調で威嚇する。見かけによらず極度の大食い。無邪気に愛嬌を振り撒く一方で、自分の夢の糧になる行動だけを選び、余計なものを切り捨てる大人びた顔も見せる。生来は音痴で性格も内気だったが、ソルフェージュでトレーニングを重ね、美しい歌声を手に入れた。自分より先に世界で活躍するヴィスコンティの瞬に懐く反面、瞬の才能に対する嫉妬と憧憬を持て余し、時折意地悪を仕掛ける。TPOに関係なく、周囲に可愛がられる「多智花八雲」という人間を演じており、本心を他人に明かすことは滅多にない。
嶺 アラタ（みね - ）
声 - 森久保祥太郎 / 演 - 吉岡佑
18歳。12月8日生まれ。射手座。187cm。62kg。AB型。
テニスプレイヤー。全ての女性の味方を自称し、女性のために力を尽くすことから非常にもてる反面、同性の友人は少ない。軽口が多く飄々としており、主人公を「ティンカーちゃん」など「ちゃん」付けや花の名前で呼び、稀にセクハラも仕掛ける軟派な性格だが、観察眼と洞察力に優れ、辛辣な言葉で相手を諭すこともある。人の心の変化にも敏感だが、自分については無頓着。若者言葉のように発言の頭文字を略して喋る癖がある。実家は聖央医大付属病院を代々経営しており、祖父からは娘婿である父の跡を継いで医者になるように望まれているものの、当人に継ぐ意志がなく、厳格な父や弟とは不仲。テニスに関しては天才的で、世界ジュニア選手権の優勝経験を持つが、ある時期を境に遊びの範囲で留めるようになり、復帰を求める周囲の声も拒み続けている。

### P2
「PerfectPrinceツインズ」の略。警視庁に勤める警視総監を父に持つ、ClassAに在籍する双子を指す。二卵性だが顔は瓜二つで、服装や髪型でしか見分けがつかない。生徒会執行部役員には、2人の他に書記の小宮山珠紀（3年）、会計の吾妻陽祐（2年）、庶務の川久保武留（1年）がおり、君臨するP2を補佐している。
方丈 慧（ほうじょう けい）
声 - 入野自由 / 演 - 西島顕人
18歳。7月22日生まれ。蟹座。178cm。61kg。A型。
双子の兄。生徒会長。学内に留まらず、地区内でも常にトップの成績を誇り、陸上部のエースも務める文武両道で完璧な優等生。自他共に弛まぬ努力を求める生真面目な性格で、嘘や卑怯な手段を嫌い、人のためを思って行動する優しさを持つ。だが、自分の考えや基準を押しつける傾向が強く、神経質で高慢な態度や見下したような物言いが目立つため、周囲の反感を買うことが多い。俗世間に疎い素直さから、教えられた情報を疑わずに信じ込む純粋な面もあり、幼少期に弟・那智が童話や人物伝などを歪めて作った「那智文庫」の内容も、現在まで修正されることなく植えつけられている。ClassZやA4を目の敵にしており、特に天十郎とは犬猿の仲。
方丈 那智（ほうじょう なち）
声 - 野島健児 / 演 - 福井啓太
18歳。7月22日生まれ。蟹座。179cm。62kg。AB型。
双子の弟。副生徒会長。学年2位の秀才で、運動も万遍なく得意。穏やかな口調で誰に対しても温厚に振る舞う親しみやすさから、学内では人気者。気に入った主人公に頻繁にスキンシップを図るなど、気さくで人懐っこいドジっ子。だが、実際は冷徹で捻れた性格の持ち主であり、神経に障ることをされてスイッチが入ると攻撃的な毒舌家に変貌し、笑いながら暴力も振るう。自分と兄・慧のために、周囲を巧みに利用することも厭わない。慧を見下す者や慧に逆らう者を許さない重度のブラコンで、好んで慧と行動を共にし、その言動には余程の支障がない限り賛成を唱える。幼少期の出来事の影響で、自分よりも慧が勝って1位になるように常に力を抑え、自らは次点に甘んじている。

### B6
各自の担当教科はメインとサブを併記している。前作におけるプロフィールについてはVitaminXを参照。学園の新理事長となった佐伯から母校を守るために集結し、臨時講師として着任した。作中のイベントの端々に、前作の主人公を恩師として慕う心情が描かれている。
真壁 翼（まかべ つばさ）
声 - 鈴木達央 / 演 - 無し
24歳。8月14日生まれ。獅子座。身長186cm。体重64kg。B型。
国語・英語担当。真壁財閥の若社長。高等部時代から続けるモデルとしても活躍中。前作から5年を経たB6の中で、外見の変化がもっとも少ない。学園の講師募集の告知を聞きつけ、世界中に散ったB6を呼び寄せた。成長した現在も、金に糸目をつけない行動が多く、日本文化にもまだ疎い。巨大な財閥の後継者同士として、人の上に立つことの意味を天十郎に諭し、指導する。主人公のことは「新任」と呼ぶ。
草薙 一（くさなぎ はじめ）
声 - 小野大輔 / 演 - 無し
23歳。4月18日生まれ。牡羊座。身長179cm。体重69kg。O型。
地理・歴史・スポーツ担当。大学在学中にイタリアのセリエAに移籍し、現在はサッカー日本代表のMF。髪を短く刈り、顎髭を生やした。トラウマを抱えるきっかけとなった事件を前作で乗り越えたため、荒々しさが消え、生来の素直で面倒見の良い性格に戻っている。だが、人名さえ覚えられない著しい記憶力の悪さと、無類の動物好きな性分は健在。将来を夢見ることもなく全てに無関心な千聖に、周囲を信じられず目を背け続けた過去の自分を重ねて気に掛け、理解してくれる者に心を開くよう促す。
七瀬 瞬（ななせ しゅん）
声 - 鳥海浩輔 / 演 - 無し
23歳。11月22日生まれ。蠍座。身長183cm。体重67kg。A型。
理科・芸能担当。メジャーデビューを果たし、世界中で人気を博すようになったロックバンド「ヴィスコンティ」のリーダー兼ベーシスト。前作におけるトレードマークだった深紅の長髪を短く切った。クールな性格は変わらないものの、他人に対する刺々しさは失われ、主人公にも礼儀正しく接する。ただし、清春の悪戯には現在も怒りを露にし、主夫として倹約するための情報収集にも引き続き心血を注いでいる。芸能界で活動する八雲とは以前からの知り合い。
風門寺 悟郎（ふうもんじ ごろう）
声 - 岸尾だいすけ / 演 - 無し
23歳。2月28日生まれ。魚座。身長165cm。体重54kg。AB型。
公民・芸術担当。有名なイラストレーター「GORO」として活躍中。絵本や画集、化粧品ブランドなどの企画も手掛けている。前作と同じく女装で登場するが、声はやや低くなり、一人称も「ゴロちゃん」が減り「ボク」が多くなった。仲間内では天真爛漫なムードメーカーだが、成長した男性として、主人公には頼りになる部分も見せる。芸術面に興味を示すアラタを受け持ち、彼からは「エンジェルちゃん」と呼ばれている。
斑目 瑞希（まだらめ みずき）
声 - 菅沼久義 / 演 - 無し
23歳。7月1日生まれ。蟹座。身長189cm。体重72kg。AB型。
外国語・科学担当。NASAで研究に携わっている科学者。物理学と天文学に秀でる。前作で短かった髪を、背中まで伸ばした。相変わらず無口でTPOに関係なく眠り、親友のトゲーともほとんどの行動を共にしているが、極度の人間嫌いは治り、主人公にも的確なアドバイスをする。自分と同じ天才ゆえの問題を抱える慧を心配し、周囲とのコミュニケーションを上手く取れない彼の独断専行を危惧している。
仙道 清春（せんどう きよはる）
声 - 吉野裕行 / 演 - 無し
23歳。5月9日生まれ。牡牛座。身長174cm。体重67kg。B型。
数学・雑学担当。NBAで、唯一の日本人選手として活躍するバスケプレーヤー。ポジションはポイントガード。前作で癖毛がちだった髪型を坊主に変えた。成人した現在も、学内のあらゆる場所に悪戯を仕掛ける問題児振りを発揮しているが、状況を把握して悪戯を控える面も見せるようになった。人当たりの良い那智の裏の顔を初対面で見抜き、昔の自分に似て、何もかもが退屈な人生への鬱屈を募らせている彼を気に掛ける。前作の主人公を「ブチャ」と呼んでいたが、今回の主人公に対しては「ヘチャ」など異なったあだ名で呼ぶ。

### GTR
「グレートティーチャーイニシャルR」の略。昔の戦隊物を模したような派手な登場の仕方が売りの教師陣。担当カラーは天童が赤、加賀美が黄、桐丘が青である。作中での活躍は少ないが、3人揃って挨拶するとフラッシュ効果が出て輝く。
天童 瑠璃弥（てんどう るりや）
声 - 神谷浩史 / 演 - 林剛史
32歳。12月23日生まれ。山羊座。181cm。63kg。O型。
宗教・一般教養担当。学年主任。GTRのリーダー。ゴージャスな物腰のパーフェクトティーチャー。ナルシストだが生徒想い。GTRの中で唯一、趣味のジャケットプレイにより単独の発光が可能。米国の大学をスキップして2年間で卒業後、東都大学に入学し直した。桐丘とは同期に当たり、互いに首席を争い合った間柄。
加賀美 蘭丸（かがみ らんまる）
声 - 諏訪部順一 / 演 - 加古臨王
27歳。4月4日生まれ。牡羊座。174.5cm。60kg。B型。
音楽・ゲーム担当。教育主任。常に貧乏で、学園の許可を得て校舎の屋上に住んでいる。大学進学までは非常に地味だったため、派手な外見となった現在も女性（特に同年代）との接近や会話が苦手。東都大学に首席で入学した際、3期上の天童や桐丘と知り合った。
桐丘 凛太朗（きりおか りんたろう）
声 - 花輪英司 / 演 - 神木優
30歳。10月18日生まれ。天秤座。185cm。77kg。A型。
家庭科・育児と生活指導を担当。既婚者で2児（9歳の亮と5歳の大）の父だが、妻とは離別している。実直な性格で、GTR揃っての華々しい登場に乗り気ではない。料理や手芸全般が得意で、一瞬にして完成させたレース編みによって生徒を捕獲する特技を持っている。

### R+
経営陣を一掃した新生聖帝学園に着任し、理想の学舎とするべく改革を目指す2人。学生時代からの付き合いが、全幅の信頼を寄せる主従関係として現在まで続いている。
佐伯 影虎（さえき かげとら）
声 - 小山力也 / 演 - 成松慶彦
35歳。178cm。64kg。B型。
新生聖帝学園理事長。穏やかな体裁を保つ一方で、自らの理想を実現するためには強硬な手段も辞さない。「氷のナポレオン」という別名を持つ。以前、虫歯になった親知らずを我慢して放置した結果、化膿させて入院したことがある。東都大学出身で、GTRや上條は同大学の後輩に当たる。
上條 元親（かみじょう もとちか）
声 - 草尾毅 / 演 - 安達雅哉
34歳。6月15日生まれ。双子座。182cm。65kg。O型。
養護教諭。校長代理と教務主任も兼ね、理事長の秘書も務める。保健室を訪れる生徒達の相談に乗り、R+に仕えるBear6の世話もしている。影虎の言動には善悪関係なく賛同し、主の野望達成のために私情を捨てて処断する冷淡な一面もある。

### Bear6
理事長と上條に忠実に従うクマ達。聖帝学園内に出没するほか、生徒の自宅や外出先などにも現れ、情報収集に勤しむ。
クレム
クマ1号。オス。Bear6のリーダー。レッド担当。
ココット
クマ2号。オス。クールな二枚目。ブルー担当。
ガナッシュ
クマ3号。オス。うずまき眼鏡を掛けている。イエロー担当。
パルフェ
クマ4号。メス。イケメン好きでミーハー。甘え上手。グリーン担当。
ヘーゼル
クマ5号。オス。パソコンを使いこなす。不器用。カモミルに恋をしているものの素直になれず、辛く当たる。オレンジ担当。
カモミル
クマ6号。メス。内気なドジっ子で優しい。テレパシー能力を持つ。パープル担当。

## スタッフ
- 原画：前田浩孝
- シナリオ：Story Works・大阪尚子・じんこ・小松千寿子

## OP・ED曲
PS2版
オープニングテーマ「絶頂（クライマックス）HEAVEN」
歌：天と千（KENN & 前野智昭）
エンディングテーマ「BRAND NEW DAY」
歌：天と千（KENN & 前野智昭）
PSP版
オープニングテーマ「本能（バーニング）ハリケーン」
歌：天と千（KENN & 前野智昭）
エンディングテーマ「Made in Love」
歌：天と千（KENN & 前野智昭）
ファンディスク
オープニングテーマ「解禁(ROMANCING)DESTINY」
歌：天と千（KENN & 前野智昭）
エンディングテーマ「Sweet Home」
歌：天と千（KENN & 前野智昭）
ニンテンドー3DS版
オープニングテーマ「愛=革命(アイハデッドオアラブ)」
歌：天と千（KENN & 前野智昭）

## WEBラジオ
番組内のコーナーとして、リスナーの日常的な出来事や感想を紹介する「投書箱」、寄せられた二択問題やメールに進行の2人が答える「究極の選択」「私立聖帝学園幼稚舎」などがある。
- タイトル：私立聖帝学園放送部
- パーソナリティ：KENN（成宮天十郎役）、前野智昭（不破千聖役）
- 配信サイト：アニメイトTV
- 配信日：隔週金曜更新
- 配信期間：2009年3月27日 - 2011年6月17日

## 舞台
『舞台 VitaminZ』のタイトルで、2012年8月18日から8月26日にかけて前進座劇場にて全13回公演。
スタッフ
- 脚色・演出：菅野臣太朗
- 脚本：太田ぐいや
- 音楽：Mark Ishikawa
- 振付：青井美文
- 美術：大津英輔
- 舞台監督：田中翼
- 照明：川口丞
- 音響：門田圭介
- ヘアメイク：馮啓孝、松下よしこ
- 衣装：木村猛志
- 演出助手：鄭光誠
- 小道具：栗山佳代子
- 宣伝美術：中島浩美
- 制作：松岡宣幸、阿部智和
- プロデューサー：藤井一幸、石井明
- 監修：ディースリー・パブリッシャー
- 主催：ブレインズアンドハーツ

## 関連商品

### CD
- 絶頂HEAVEN
- VitaminZ オリジナルサウンドトラック
- VitaminZ マキシシングル+サウンドトラックセット -絶頂箱（クライマックスボックス）-
- VitaminZ キャラクターソングCD「多智花八雲&嶺アラタ編」
- VitaminZ キャラクターソングCD「方丈慧&方丈那智編」
- VitaminZ キャラクターソングCD「GTR編」
- VitaminZ ドラマCD -Part.1- 〜Dokidokiびたみん♪ 君と一晩すぺくたくる〜
- VitaminZ ドラマCD -Part.2- 〜Haraharaびたみん♪ 恋はいつでもすりりんぐ〜
- VitaminX-Z ドラマCD「〜秘密倶楽部でつかまえて〜SADISTIC SIDE〜」
- VitaminX-Z ドラマCD「〜秘密倶楽部でつかまえて〜MASOCHISTIC SIDE〜」
- 「Vitamin」シリーズDJCD「私立聖帝学園放送部活動録」巻の壱 - 参
- 「Vitamin」シリーズDJCD「私立聖帝学園放送部活動録」冬季課外活動編
- VitaminZ×羊でおやすみシリーズVol.1 島でおやすみ
- VitaminZ×羊でおやすみシリーズVol.2 テントでおやすみ
- VitaminZ×羊でおやすみシリーズVol.3 節約友の会でおやすみ
- VitaminZ×羊でおやすみシリーズVol.4 美容を考えておやすみ
- VitaminZ×羊でおやすみシリーズVol.5 夏合宿でおやすみ
- VitaminZ×羊でおやすみシリーズVol.6 デビルズでおやすみ
- VitaminZ×羊でおやすみシリーズVol.7 テラスハウスでおやすみ
- 本能ハリケーン
- VitaminXtoZ RED-SKY
- VitaminZ Character Song CD 百歌繚乱 其の壱～天十郎／千聖～
- VitaminZ Character Song CD 百歌繚乱 其の弐～八雲／アラタ～
- VitaminZ Character Song CD 百歌繚乱 其の参～慧／那智～
- VitaminZ Character Song CD 百歌繚乱 其の四～天童／桐丘／加賀美～
- VitaminZ Character Song CD 百歌繚乱 其の伍～上條／佐伯～
- VitaminZ Character Song CD 百歌繚乱 其の禄～VitaminZのテーマ～
- VitaminX-Z Memories of Vitamin ～opening&ending music box～ ※オルゴール集
- 解禁（ROMANCING）
- 愛=革命(アイハデッドオアラブ)

### 書籍
- Vitaminブック〜私立聖帝学園ガイド〜（2009年3月26日発行） ISBN 9784757748224
- VitaminZ 公式ビジュアルファンブック（2009年5月30日発行） ISBN 9784757749115
- Vitaminシリーズパーフェクトファンブック（2009年9月29日発行） ISBN 9784048680615
- VitaminZ Revolution 公式ガイドブック（2010年5月31日発行）ISBN 978-4047265639
- VitaminXtoZ 公式ビジュアルファンブック（2011年4月30日発行）ISBN 978-4047272514

### 漫画
アスキー・メディアワークスの『シルフ』（2009年3月23日発行）で「Vitamin Z」（漫画･三島一彦）が連載開始。
1. ISBN 9784048684934 2010年3月23日初版
2. ISBN 9784048703994 2011年3月22日初版

エンターブレインの『comic B's-LOG キュン』（2009年10月15日発行）で「VitaminZ」智ノ章,天ノ章（漫画･住吉文子）が連載開始。
- VitaminZ 天ノ章　ISBN 9784047265301 2010年5月1日初版
- VitaminZ 智ノ章　ISBN 9784047269422 2010年12月1日初版

エンターブレインでディースリー・パブリッシャーによるアンソロジーシリーズが「VitaminZ」アンソロジーが刊行されている。
- VitaminZ アンソロジー ISBN 9784047260641 2009年10月1日初版
- VitaminZ アンソロジー2  ISBN 9784047260832 2009年10月31日初版

### DVD
- VitaminZ 大阪・初夏の陣 イベントDVD
- VitaminZ 東京・盛夏の陣 イベントDVD
- VitaminXtoZ いくぜ!究極(ハイパー)★エクスプローション イベントDVD
- 舞台VitaminZ DVD
- VitaminZ 百花繚乱 幕張・炎夏の陣 愛してるZ!!!!!! イベントDVD
- 5th Anniversary Event of Vitamin Series イベントDVD 特装版
- VitaminZ 修学旅行 in 北海道! バラエティロケDVD

### アプリ
- 嫁コレ VitaminZ 成宮天十郎
- 嫁コレ VitaminZ 不破千聖
- 嫁コレ VitaminZ 方丈慧
- 嫁コレ VitaminZ 多智花八雲
- 嫁コレ VitaminZ 嶺アラタ
- 嫁コレ VitaminZ 方丈那智